# Ciutat Meridiana
Ciutat Meridiana és un barri al districte de Nou Barris de la ciutat de Barcelona. Els terrenys on se situa el barri formaren part de l'antiga quadra de Vallbona que pertanyia al municipi de Sant Andreu de Palomar. Ciutat Meridiana es troba en una vall de forta pendent del Turó de Roquetes i limita amb els barris de Torre Baró i Vallbona i amb el municipi vallenc de Montcada i Reixac.

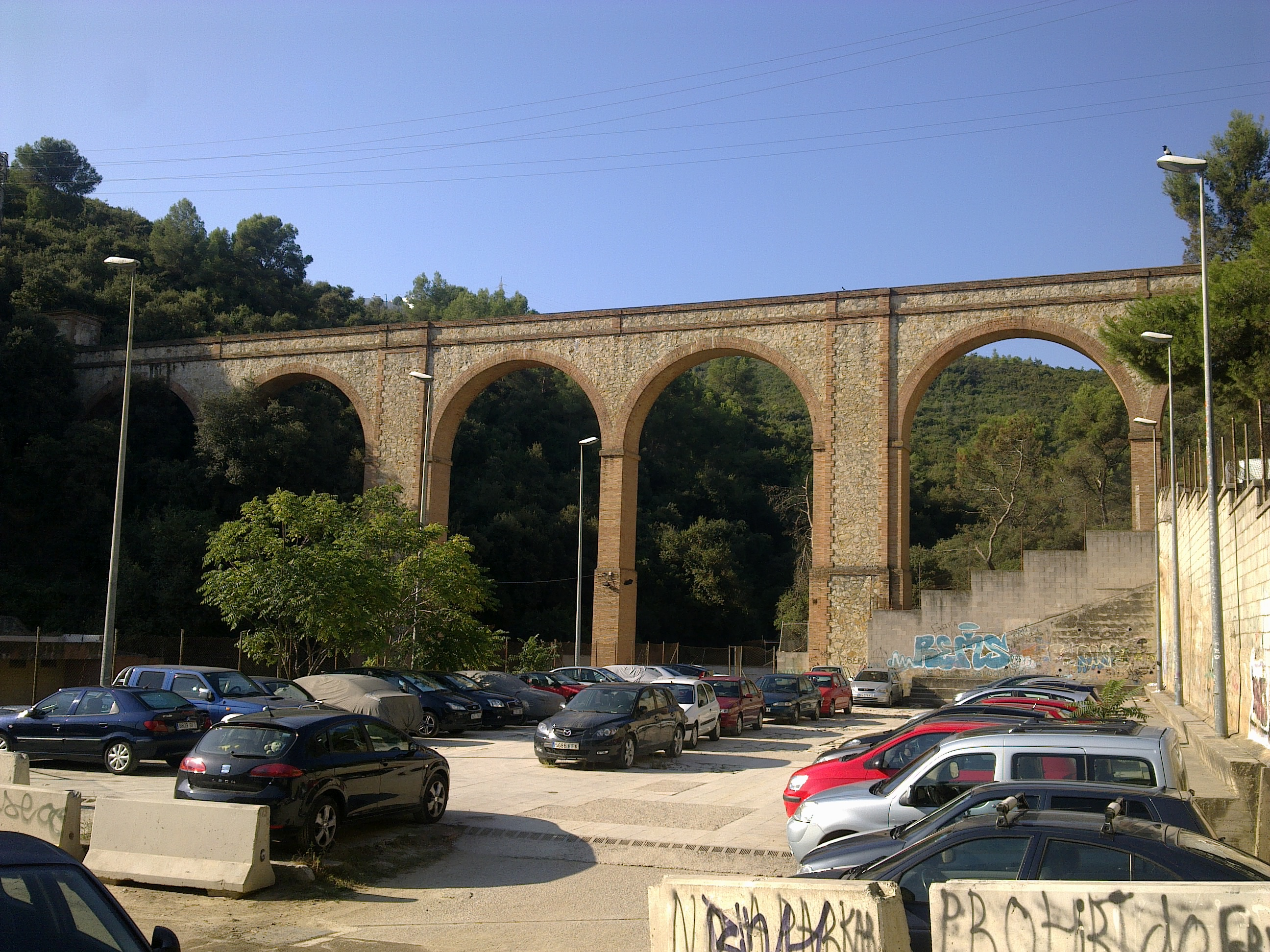
Aqüeducte del Vallès, obra de 1825-26, ubicat a Ciutat Meridiana, al costat del camp de futbol

La població del barri s'ha mantingut estable els darrers deu anys (2010-2020) entre els 10.000 i els 11.000 habitants.

## Emplaçament
El barri es troba a la zona de rieres de la Font Muguera que recollien l'aigua dels barrancs de l'extrem est de Collserola i l'abocaven a la conca del riu Besòs. El clima correspon a un clima mediterrani, una mica més suau a l'estiu i una mica més cru a l'hivern a causa de les brises.
L'orientació nord-est i la proximitat del riu Besòs, proporcionen humitat suficient per garantir un entorn verd, on creixen pins, alzines, roures, arboços, brucs i tota mena d'arbustos típics de la regió. La proximitat del mar, immediatament darrere de l'horitzó cap a l'est, proporciona albes molt acolorides i esplèndids cels blaus.

## Història
El barri es va construir a partir de 1963, per un grup promotor dins el qual hi havia Joan Antoni Samaranch, en una zona de conreu on s'havia previst de construir un cementiri. Aquest projecte va ser descartat per la humitat extrema del lloc. La construcció va ser un autèntica mossegada a la serra de Collserola, s'hi va implantar un conjunt de grans blocs d'habitatges sense els equipaments més bàsics i sense cap mena de serveis urbans, com era habitual en l'urbanisme franquista. Els veïns van començar per protestar contra la humitat dels pisos. Després es van reivindicar ambulatoris, escoles i més salubritat dels carrers, com evidenciava el concurs de cacera de rates que es va organitzar el 1971.
El barri «És una cicatriu cosida a base de lluites veïnals.» Un del únics llocs de trobada, la piscina sota l'aqüeducte del Baix Vallés va ser víctima de la deixadesa i finalement va ser enderrocat a la fi del segle xx.
Algunes d'aquestes mancances s'han resolt quan es va construir el metro lleuger, la línia 11 i la corresponent estació de Ciutat Meridiana.